# Charlene Spretnak
Charlene Spretnak (née le 30 janvier 1946) est une autrice américaine qui a écrit neuf livres sur l'histoire culturelle, la critique sociale (en) (tel que les féminismes et politique écologique), la religion, la spiritualité ainsi que l'art.

## Biographie et axes de recherches
Charlene Spretnak a été intriguée par les dynamiques d'interdépendance, qui jouent un rôle central dans chaque sujet qu'elle a étudié. Elle s'intéresse particulièrement aux découvertes du XXIe siècle, indiquant que le monde physique y compris les relations entre corps humain et esprit, — conçu comme une seule unité, dans une approche holistique (bodymind) — sont bien plus étroitement liées  à la nature et aux autres personnes que la modernité  ne l'avait supposé. Plusieurs de ses livres proposaient également une «carte du terrain» des mouvements sociaux émergents et une exploration des problèmes concernés. Elle a contribué à créer un  cadre de référence et une vision éco-sociale dans les domaines de la critique sociale (y compris le féminisme et l'écoféminisme,,), l'histoire culturelle, la critique de la technologie et la spiritualité des femmes.
Depuis le milieu des années 1980, ses livres examinent les multiples crises de la modernité et participent aux efforts de résolution qui en découlent. Son livre Green Politics (1984) a été un catalyseur majeur dans la formation du Parti vert des États-Unis, qu'elle a cofondé dans les mois qui ont suivi sa publication. Son essai Une vue de la Chute (2018) propose une nouvelle approche pour interagir avec des climato-sceptiques.  Son livre The Resurgence of the Real a été nommé par le Los Angeles Times comme l'un des meilleurs livres de 1997 (Best Books of 1997).
En 2006, Charlene Spretnak a été nommée par le Département de l'Environnement du gouvernement britannique comme l'une des « 100 éco-héros et héroïnes de tous les temps ». En 2012, elle a reçu le prix Demeter pour l'ensemble de ses réalisations en tant que « l'une des premières penseuses féministes visionnaires de notre temps» de l'Association pour l’Étude des Femmes et de la Mythologie ».
Spretnak est née à Pittsburgh et a grandi à Columbus (Ohio). Diplômée de l'université de Saint-Louis et de l'université de Californie à Berkeley, elle est professeuse émérite de philosophie et de religion.

### Sources secondaires
- Interviewée dans Our Lady, un film pour la télévision canadienne, Vision network (2012)
- Moon, Michael Green Ideology and Its Relation to Modernity, Studies in Human Ecology (Lund, Suède: Lund Studies in Human Ecology, 2008)
- Interviewée pour «Behind the Cult of Mary», Women of the Bible, une édition collector publiée par US News & World Report (janvier-février 2006)
- «Jag ar beroende, alltsa finns jag», un portrait de Charlene Spretnak par Anita Goldman, Dagens Nyheter, Stockholm, 16 août 2002
- Nini Zhang, «Corps, nature et lieu» , Tendances philosophiques, Pékin, no. 7 (2001)
- Zhihe Wang, «Spretnak et postmodernisme écologique», Journal of Social Sciences Abroad, Pékin, no. 6 (1997)
- Kassman, Kenn Envisioning Utopia: The US Green Movement and the Politics of Radical Social Change. Éditeurs Praeger (1997)
- Interviewée par Derrick Jensen dans Listening to the Land: Nature, Culture, and Eros. Livres Sierra Club (1995)
- Vardey, Lucinda Dieu dans tous les mondes: une anthologie de l'écriture spirituelle contemporaine. New York: Random House (1995)
- Interview télévisée de John Parrot, Frontiers, une émission de radio et de télévision produite par le Christian Science Monitor (novembre 1991)
- «Spretnak sur la méditation, l'économie et la résistance», par Diane Sherwood et Susan Butler, journaliste catholique nationale (22 novembre 1991)
- Albanese, Catherine Nature Religion en Amérique. Université de Chicago Press (1990)

### Œuvres
- Réalité relationnelle: nouvelles découvertes d'interdépendance qui transforment le monde moderne . Topsham, ME: Livres Green Horizon (2011). (ISBN 0-615-46127-1)
- Missing Mary : La reine du ciel et sa réémergence dans l'Église moderne . New York: Palgrave Macmillan (2004). (ISBN 1-4039-7040-8)
- La résurgence du réel: corps, nature et lieu dans un monde hypermoderne. New York: Routledge (1997). (ISBN 0-415-92298-4)
- États de grâce: la récupération du sens à l'ère postmoderne. San Francisco: HarperSanFrancisco (1991). (ISBN 0-06-250697-8)
- Les dimensions spirituelles de la politique écologique. Santa Fe: Bear & Co (1986). (ISBN 0-939680-29-7)
- Politique verte: la promesse mondiale, avec Fritjof Capra. New York: EP Dutton (1984). (ISBN 0-525-24231-7)
- Déesses perdues de la Grèce primitive: une collection de mythes préhelléniques . Boston: Beacon Press (1978, 1981). (ISBN 0-8070-1343-9)
- La politique de la spiritualité des femmes : essais des mères fondatrices du mouvement, rédactrice en chef. New York: Anchor / Doubleday (1981). (ISBN 0-385-17241-9)
- La Dynamique spirituelle dans l'art moderne : Histoire de l'art reconsidérée, de 1800 à nos jours (2014) Palgrave Macmillan (ISBN 9781137350039)